# Douglas Munguía
Douglas Renan Munguia Nuñez (Yoro, Departamento de Yoro, Honduras, 19 de octubre de 1973) es un entrenador hondureño.

## Trayectoria
En 2007 inició su carrera como entrenador en Real España, siendo asistente técnico del mexicano José Treviño. Luego pasaron casi seis años sin que Douglas Munguía formara parte del cuerpo técnico de un equipo. Sin embargo, a inicios de 2013, pasó a ser asistente técnico de Mauro Reyes en el banquillo del Deportes Savio de la Liga Nacional de Honduras. 
Posteriormente, llegó al Yoro Fútbol Club de la Liga de Ascenso de Honduras, con quienes fue subcampeón en el Clausura 2013. El 22 de mayo de 2014 se anunció que Douglas Munguía sería el entrenador del Club Deportivo Parrillas One de la Liga Nacional de Honduras de cara al Apertura 2014. Fue cesado el 16 de septiembre por malos resultados del club.
El 10 de junio de 2016 se anunció que asistirá al costarricense Marvin Solano en el banquillo de Real Sociedad. Tras la renuncia de Solano, Munguía asumió el banquillo el 17 de agosto.

## Clubes
| Club          | País     | Año         |
| ------------- | -------- | ----------- |
| Yoro F.C.     | Honduras | 2013 - 2014 |
| Parrillas One | Honduras | 2014        |
| Yoro F.C.     | Honduras | 2015        |
| Real Sociedad | Honduras | 2016        |
| CARDVA        | Honduras | 2016        |
| Social Sol    | Honduras | 2017        |
| Real Sociedad | Honduras | 2017 - 2018 |